# 澄城郡
澄城郡（ちょうじょう-ぐん）は、中国にかつて存在した郡。現在の陝西省渭南市澄城県一帯に設置された。
446年（太平真君7年）、北魏により雍州に設置され県治は澄城県とされ、下部に澄城県・三門県・五泉県を管轄した。450年（太平真君11年）、雍州東部に華州が設置、554年（廃帝3年）に西魏により華州は同州と改称されると澄城郡もそれらに移管された。558年（明帝2年）、北周により宮城県及び五泉県の一部が郃陽県に編入、郃陽県も澄城郡に移管された。隋代になると下部に澄城県及び郃陽県の2県を管轄したが、583年（開皇3年）に廃止された。